# Die Schwester der Braut
Die Schwester der Braut (Originaltitel: Holiday) ist eine Screwball-Komödie von George Cukor mit Katharine Hepburn und Cary Grant aus dem Jahr 1938. Als Vorlage diente das gleichnamige Bühnenstück von Philip Barry.

## Handlung
Die New Yorker Johnny Case und Julia Seton haben sich während eines Urlaubs in Lake Placid kennengelernt und Hals über Kopf ineinander verliebt. Johnny ist ziemlich überrascht, als er Julia in ihrem überdimensionalen Zuhause besucht und feststellt, dass sie die Tochter eines Multimillionärs ist. Als Julia ihrem Vater Edward erzählt, dass sie nächsten Monat heiraten möchten, zögert Mr. Seton zunächst. Schließlich stammt der junge Mann aus recht einfachen Verhältnissen und ist auch nicht gerade vermögend. Doch als Mr. Seton erfährt, dass Johnny gerade einen gewinnbringenden Abschluss gemacht hat und beruflich zu Hoffnungen berechtigt ist, gibt er den Heiratsabsichten seinen Segen.
Julias ältere Schwester Linda ist von Johnny begeistert, da sie ihn als frischen Wind im Haus empfindet. Linda passt mit ihren Ansichten und Vorlieben nicht zu ihrer erfolgs- und prestigeorientierten Familie. Sie hält Geld nicht für die zentrale Sache des Lebens und merkt, dass Johnny ähnlich denkt. Unterdessen werden die Familienprobleme hinter der reichen Fassade deutlich. Die Ehe zwischen Mr. Seton und seiner verstorbenen Frau verlief offenbar unglücklich. Ihr Sohn Ned, der ursprünglich gegen des Vaters Willen Musiker werden wollte, ist in seiner Position als Firmenerbe gefangen und spricht dem Alkohol zu.
Bei einem prunkvollen Silvesterfest, das Mr. Seton veranstaltet, um die Verlobung seiner Tochter öffentlich zu verkünden, begegnet Johnny erstmals der elitären und zynischen Welt des New Yorker Geldadels. Linda bleibt dem Fest von Anfang an fern, da ihr Wunsch, eine privatere Verlobungsfeier zu organisieren, nicht erfüllt wurde. Nach einiger Zeit stiehlt sich auch Johnny von der Festgesellschaft davon und feiert mit Linda und seinen besten Freunden, dem Professorenpaar Nick und Susan Potter, ausgelassen im Spielzimmer im vierten Stock des Hauses. Dort bekommt Johnny die Nachricht, dass seine Spekulation an der Wall Street erfolgreich war und er damit viel Geld verdient hat. Als Julia und ihr Vater hinaufkommen, um Linda und die anderen zurückzuholen, vor allem da ihre Abwesenheit den Festgästen unangenehm aufgefallen ist, kommt es zu einem Grundsatzstreit zwischen Linda und ihrem Vater.
Im Anschluss treten auch die Auffassungsunterschiede zwischen Johnny und der Familie zutage, als Mr. Seton seinem zukünftigen Schwiegersohn einen guten Posten bei einer Bank anbietet. Johnny schlägt das Angebot aus, weil er sich – wie er seiner Braut und ihrem Vater erklärt – mit seinem Spekulationsgewinn vorübergehend ins Privatleben zurückziehen und eine Weltreise machen möchte. Johnny hat seit seinem 10. Lebensjahr durchgängig hart gearbeitet, und er möchte durch die Berufspause für sich herausfinden, wofür er arbeitet. Linda, der er seine Pläne schon früher einmal eröffnet hat, findet das vernünftig; seine Verlobte Julia und Mr. Seton haben jedoch keinerlei Verständnis. Unmittelbar nach Bekanntgabe der Verlobung verreist Johnny nach Lake Placid, um Abstand von der Familie Seton zu gewinnen.
Linda ist sich im Stillen ihrer Liebe für Johnny klar geworden, ist aber darüber verunsichert und kämpft trotzdem weiter für die ins Wanken geratenen Hochzeitspläne ihrer Schwester. Dabei muss Linda jedoch feststellen, dass Julias Lebenseinstellungen anders als die von ihr und Johnny sind, und Julia gerade die Eigenschaften an Johnny nicht mag, die Linda so wertschätzt. Nach seiner Rückkehr aus Lake Placid lenkt Johnny ein und erklärt, dass er um Julias willen den Bankposten annehmen und die Pläne einer Weltreise in unbestimmte Zukunft verschieben möchte. Als Julia und ihr Vater die Hochzeitsreise nach geschäftlichen Aspekten durchplanen (so sollen sie unterwegs mit Geschäftsleuten zusammentreffen), wird Johnny aber schnell klar, dass ihm ein Leben im goldenen Käfig vorbestimmt wäre.
Johnny erkennt, dass keine Kompromisse möglich sind. Er stellt Julia vor die Wahl, in der Welt des Geldes und gesellschaftlichen Ansehens zu bleiben oder mit ihm ein Leben voller Lebensfreude, Romantik und Selbstverwirklichung zu leben. Sie entscheidet sich, ohne zu zögern, gegen Johnny. Dieser verlässt das Haus. Als Julia freimütig verkündet, dass sie Johnny nicht liebt und schon über ihn hinweg ist, ergreift Linda ihre Gelegenheit. Sie verlässt die Familie, darunter Ned, der eigentlich auch gerne fliehen würde, aber weiter gebunden ist. Auf einem Schiff nach Europa stößt sie zu den Potters und Johnny Case, den sie endlich in ihre Arme schließt.

## Hintergrund

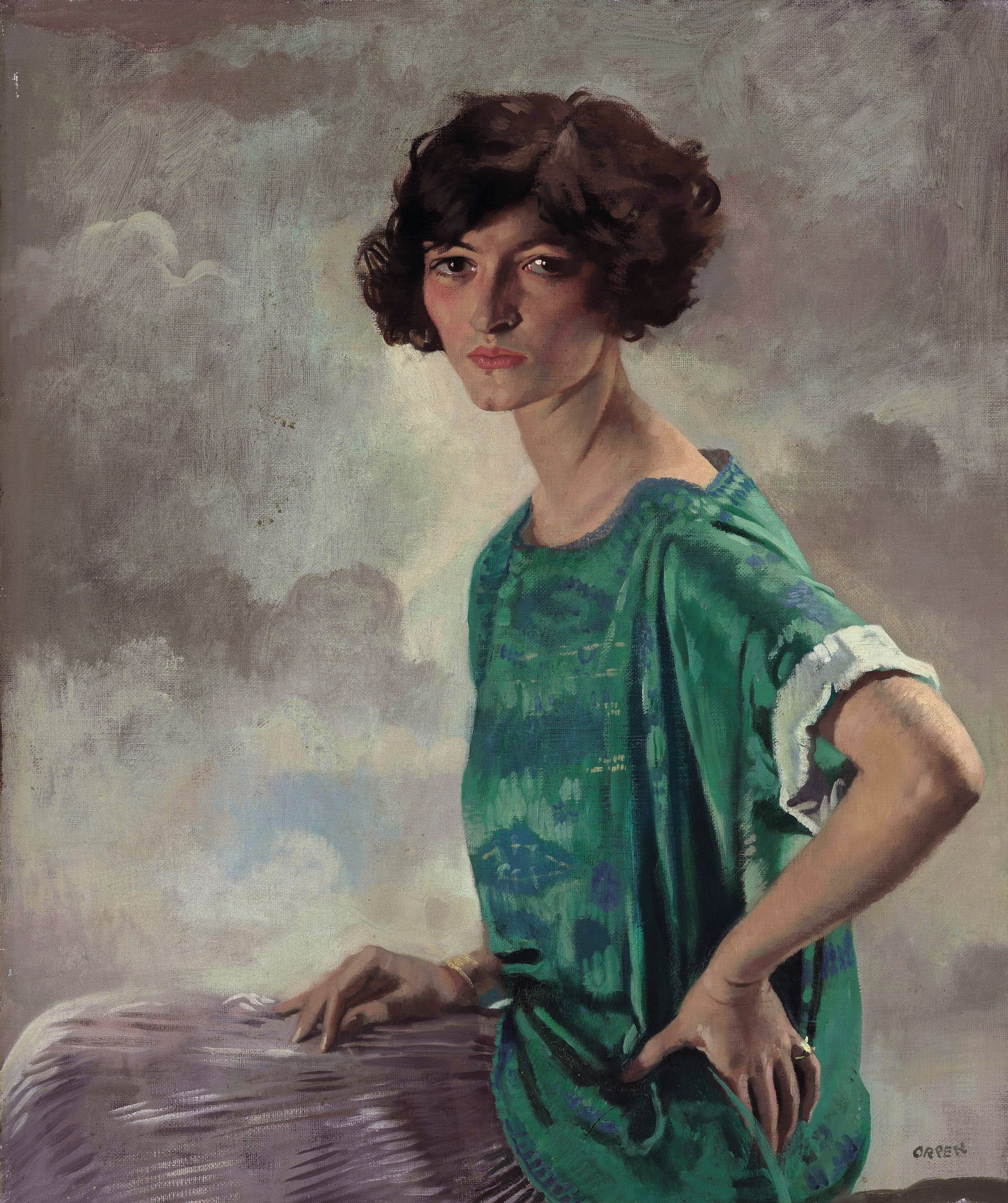
Gertrude Sanford, angebliches Vorbild für Linda, Gemälde von William Orpen

Der Film basiert auf der Broadway-Komödie Holiday von Philip Barry, die zwischen November 1928 und Juni 1929 erfolgreich am Broadway lief. Als Vorbild für die Figur der Linda Seton soll Barry die unkonventionelle Gesellschaftsdame und Abenteurerin Gertrude Sanford Legendre (1902–2000) gedient haben, die aus reicher Familie kam und sich für Großwildjagd begeisterte. Im Zweiten Weltkrieg spionierte sie in Frankreich und geriet in deutsche Gefangenschaft.
Die noch unbekannte Katharine Hepburn hatte an der Broadway-Produktion als Zweitbesetzung für Hope Williams (1897–1990) in der Rolle von Linda Seton mitgewirkt und durfte diese in einer Vorstellung auch spielen. Ihren einzigen Bühnenauftritt in der Rolle der Linda bezeichnete Hepburn später als Misserfolg, zumal sie die von ihr bewunderte Hope Williams, die als bekannte New Yorker Gesellschaftsperson durchaus Parallelen zu Linda Seton hatte, zu sehr nachgeahmt hatte. Bereits im Jahre 1930 wurde die Komödie unter gleichem Titel von Edward H. Griffith mit Ann Harding und Mary Astor in den Hauptrollen verfilmt. Edward Everett Horton spielte in beiden Verfilmungen den Nick Potter, wobei er in dieser zweiten Verfilmung im Gegensatz zum Theaterstück und der Erstverfilmung ein alter Freund von Johnny – und nicht von Linda – ist. Im Vergleich zu der Verfilmung von 1930 betont Cukors Film stärker die sich entwickelnde Beziehung zwischen Johnny und Linda sowie den unkonventionellen Freundeskreis, während die Rollen der snobhaften Verwandten Laura und Seton Cram etwas verkleinert wurden.
Columbia Pictures sicherte sich 1936 die Verfilmungsrechte an einer Reihe von Stücken, darunter Holiday von RKO Pictures für 80.000 US-Dollar. Zunächst sollte Grant an der Seite von Irene Dunne als Linda spielen, mit der er bereits die erfolgreiche Screwball-Komödie Die schreckliche Wahrheit abgedreht hatte. Auch Joan Bennett und Ginger Rogers waren im Gespräch. Regisseur George Cukor wollte allerdings seine gute Freundin Hepburn, mit der er in einem Zeitraum von fast 50 Jahren insgesamt 10 Filme drehte. Gedreht wurde im kalifornischen Bishop auch eine Szene, die das Kennenlernen von Johnny und Julia am Lake Placid zeigen und am Anfang des Filmes stehen sollte. Cukor war jedoch unzufrieden, da die Szene die kammerspielartige Atmosphäre des Films beeinträchtigte, und entfernte sie später. Heute existieren nur noch Standfotos dieser Szene.
Das Szenenbild des Filmes wurde von Stephen Goosson und Lionel Banks entworfen, für die Kostüme war Robert Kalloch (damals einer der führenden Modedesigner der USA) verantwortlich.

## Synchronisation
Die deutsche Synchronfassung zu Die Schwester der Braut entstand 1979 bei der Berliner Synchron, für Dialogbuch und Dialogregie zeigte sich Horst Balzer verantwortlich.
| Rolle              | Schauspieler          | Dt. Synchronstimme       |
| ------------------ | --------------------- | ------------------------ |
| Linda Seton        | Katharine Hepburn     | Katrin Schaake           |
| John 'Johnny' Case | Cary Grant            | Norbert Langer           |
| Julia Seton        | Doris Nolan           | Marianne Groß            |
| Ned Seton          | Lew Ayres             | Norbert Gescher          |
| Mr. Edward Seton   | Henry Kolker          | Leo Bardischewski        |
| Nick Potter        | Edward Everett Horton | Friedrich W. Bauschulte  |
| Susan Potter       | Jean Dixon            | Charlotte Joeres         |
| Laura Cram         | Binnie Barnes         | Barbara Adolph           |
| Seton Cram         | Henry Daniell         | Friedrich Georg Beckhaus |
| Butler Edgar       | Neil Fitzgerald       | Klaus Miedel             |
| Butler Henry       | George Pauncefort     | Eric Vaessen             |
| Taxifahrer         | Matt McHugh           | Friedhelm Ptok           |

## Rezeption und Nachwirkung

### Beim Publikum
Holiday wurde trotz guter Kritiken ein Misserfolg an den Kinokassen. Als ein Grund dafür wurde später von Filmhistorikern vermutet, dass Barrys Theaterstück – das vor dem Börsenkrach 1929 in einer wirtschaftlichen Hochphase geschrieben wurde – nicht in die Great Depression der 1930er-Jahre passte. Linda, die trotz ihres Reichtums unzufrieden ist und sich von der Gesellschaft zurückzieht, und Johnny, der freiwillig seine Arbeit für eine Weltreise aufgeben will, fanden bei dem von sozialen Einschnitten und Arbeitslosigkeit betroffenem Publikum möglicherweise keine Identifikation.
Die meisten von Katharine Hepburns vorherigen Filmen wie Leoparden küßt man nicht waren ebenfalls Flops gewesen, weshalb die Liste des amerikanischen Kinoverbandes die Schauspielerin als Kassengift deklarierte. Nach den Plänen ihres Filmstudios RKO sollte sie daraufhin nur noch in B-Filmen auftreten. Daraufhin löste sie ihren Vertrag und spielte am Broadway die Hauptrolle in der Erfolgskomödie The Philadelphia Story, ein Stück, das wie Holiday ebenfalls aus der Feder von Philip Barry stammt. Mit deren Verfilmung Die Nacht vor der Hochzeit schaffte sie 1940 ein großes Comeback in Hollywood – wie bereits bei Holiday mit George Cukor als Regisseur und Cary Grant als ihrem Filmpartner.

### Kritiken
Im Gegensatz zur Publikumsreaktion fielen die Kritiken im Jahr 1938 gut aus. Die Variety sagte dem Film im Mai 1938 noch voraus, zu einem Hit zu werden. Neben „feiner technischer Arbeit“ lobte Variety alle bedeutenderen Darsteller: Hepburn sei nach ein paar schwächeren Rollen in ihren letzten Filmen in ihrer Bestform zurück und ihre Darstellung sei „unterhaltsam und schattiert mit feinem Gefühl und Verständnis“, ihr Filmpartner Grant würde seine Rolle dagegen ernsthafter als bei seinen vorigen Filmen anlegen. Doris Nolan sei als Hepburns Schwester „herausragend“, Ayres Darbietung als Hepburns Bruder „emotional effektiv, mit viel Zurückhaltung gespielt“. Horton und Dixon würden gute Komödie bieten und Henry Kolker sei in der Rolle des Familienvaters „herrlich“.
Frank S. Nugent schrieb in der New York Times vom 24. Juni 1938, dass seit der Uraufführung des Stückes Holiday zehn Jahre zuvor viele Ereignisse und Veränderungen in der Gesellschaft geschehen seien. Dennoch sei Cukors Holiday interessant, da er und die Drehbuchautoren das Stück an einigen Stellen leicht, aber nicht zu weit modernisiert und den aktuellen Gegebenheiten angepasst hätten. Nugent schrieb, Grant habe die „beste Rolle“ und „stehle die Schau“. Cukors Regietalent, die „guten Dialoge“ und die „amüsante“ Nebenbesetzung würden Holiday fast zu einem echten Urlaub machen.
Die hohe Kritikermeinung von Holiday hielt auch die folgenden Jahrzehnte Stand. Bei dem US-amerikanischen Kritikerportal Rotten Tomatoes besitzt Die Schwester der Braut, basierend auf 22 Kritiken, eine positive Bewertung von 100 % mit einer hohen Durchschnittswertung von 9,1 Punkten.
In Deutschland schrieb der Filmdienst, Die Schwester der Braut sei eine „äußerst temperamentvolle Komödie, die eine Art Vorläufer des Films Die Nacht vor der Hochzeit (1940) vom selben Regisseur ist: Beides sind Meisterwerke der ‚sophisticated comedy‘, beiden liegen Broadway-Stücke von Philip Barry und Drehbücher von Donald Ogden Stewart zugrunde, beide spielen in den bissig-liebevoll ironisierten Kreisen der amerikanischen Geld-Aristokratie, und in beiden spielen dieselben Hauptdarsteller in glänzender Laune das Paar, das sich nach längeren Liebeswirren findet.“ Prisma zog ebenfalls den Vergleich zu Die Nacht vor der Hochzeit und urteilte, Holiday sei eine „überaus witzige Screwball-Komödie“ mit Hauptdarstellern „in bester Spiellaune.“

## Auszeichnungen
1939 wurden Stephen Goosson und Lionel Banks für den Oscar in der Kategorie Bestes Szenenbild nominiert.